# Tratados de Nimega
El Tratado de Nimega (en francés: Traités de Paix de Nimègue; en alemán: Friede von Nimwegen; en neerlandés: Vrede van Nijmegen) fue un tratado de paz que se firmó el 20 de agosto de 1678 en Nimega (actuales Países Bajos) entre España y las Provincias Unidas de los Países Bajos, por un lado, y el Reino de Francia, por otro, y puso fin a la guerra franco-neerlandesa. El más importante de los tratados fue el primero, que estableció la paz entre Francia y las Provincias Unidas de los Países Bajos y colocó la frontera norte de Francia muy cerca de su posición moderna.

## Contexto
La invasión de los Países Bajos por Luis XIV había provocado la formación de una gran coalición encabezada por Guillermo III de Orange (estatúder de las Provincias Unidas desde 1672) y apoyada por España, el Sacro Imperio, Brandeburgo, el Palatinado y Lorena en 1673, que se mostró incapaz de mantener el empuje de las armas francesas hasta que Inglaterra se vio obligada, por la opinión pública inglesa, a abandonar a Francia en sus planes de expansión. Así, Inglaterra firmaba una paz por separado con las Provincias Unidas: el Tratado de Westminster. 
Dado el cese de apoyo a Francia por Inglaterra en 1678, la coalición contra Luis XIV pudo combatirlo eficientemente hasta obligarlo a iniciar negociaciones de paz. En virtud de las mismas, se firmaron los Tratados de Nimega en los que Luis XIV devolvió a España los territorios de Ath, Binche, Charleroi, Gante, Cortrique, Oudenaarde, Saint-Ghislain, Zoutleeuw, el Waasland, el ducado de Limburgo, el Charolais y la ciudad de Mesina en Sicilia; España cedió a Francia el Franco Condado y diversas plazas de los Países Bajos españoles (Aire-sur-la-Lys, Arques, Bailleul, Bavay, Bouchain, Cambrai, Cassel, Clairmarais, Le Cateau-Cambrésis, Condé-sur-l'Escaut, Givet, Maubeuge, Poperinge, Saint-Omer, Ypres, Valenciennes, Warneton y Wervik); las Provincias Unidas recuperó Maastricht y obtuvo ventajas financieras y comerciales; el Sacro Imperio cedió Breisach y Friburgo a cambio de Philippsburg.
La representación española en las conversaciones estaba integrada por Pablo Spínola Doria, consejero de Estado de Nimega y embajador en Alemania; Pedro Ronquillo Briceño, consejero de Castilla e Indias y embajador en Inglaterra; Juan Bautista Christien, consejero de Flandes, y Gaspar de Teves y Tello, consejero de Guerra.
Esta paz perjudicó especialmente a los intereses españoles y a la causa del medio hermano y primer ministro de Carlos II, Juan José de Austria.
La guerra entre Francia y España estalló de nuevo en 1683 con la guerra de las Reuniones.
Parte de las pérdidas españolas se recuperarían en el posterior Tratado de Rijswijk, que pondría fin a la guerra de los Nueve Años.